# Бейли, Дженни
Дженни Бейли (англ. Jenny Bailey, род. 1962, Донкастер, Великобритания) — английский политик, мэр Кембриджа (2007-2008). Стала первой открытой трансгендерной женщиной, возглавившей город с населением более ста тысяч человек.

## Биография
Дженни Бейли родилась в 1962 году в тюрьме Донкастера, где её отец работал в качестве сотрудника тюрьмы. Трудности с гендерной идентичностью начались ещё в 6-7 лет. В школе она занималась в кружке радиолюбителей, организованном учителем физики, что определило её дальнейшую профессию. В 20 лет она получила грант на обучение, прошла подготовку в университете Ковентри, практику в Кембридже, после чего работала инженером по телекоммуникациям.
В 24 года Дженни Бейли, будучи ещё биологически мужчиной и стремясь подавить в себе трансгендерность, женился и стал отцом двоих сыновей. Но супруги вскоре развелись, хотя и поддерживают до сих пор дружеские отношения.
В 1990 году в возрасте 29 лет Дженни Бейли начала гормональную терапию в частной клинике, там она встретила свою будущую супругу Джениффер Лиддл (англ. Jennifer Liddle), инженера ПО по образованию, которая также проходила трансгендерный переход. В 1993 году Бейли совершила хирургическую коррекцию пола.
Бейли и Лиддл живут в доме в Честерстоне, Кембридж, вместе с младшим сыном Бейли. Дженни Бейли является буддисткой и вегетарианкой.

## Политическая карьера
В 2000 году Дженни Бейли начинает политическую карьеру, она вступает в Либерально-демократическую партию. В мае 2002 года она избирается от Восточного Честерстона в члены Городского совета Кембриджа (40,5 % голосов избирателей). На этом посту она занимается проблемами экологии, в частности популяризацией велосипедного движения, проблемами отходов и утилизации, развитием общественного транспорта.
В 2004 году Дженни Бейли назначена Исполнительным советником по вопросам планирования и перевозок, в этом же году в июне она была переизбрана в члены Городского совета (40.7 % голосов избирателей). Её подруга Джениффер Лиддл также прошла в его состав в ходе выборов. В 2006 году Дженни Бейли была назначена заместителем мэра Кембриджа.
24 мая 2007 года в ходе заседания Городского совета Дженни Бейли была выбрана на пост мэра Кембриджа, а Джениффер Лиддл стала заместителем мэра. Она занималась вопросами климатических изменений, развития высокотехнологической промышленности, Кембриджского музея технологии, признания «невоспетых героев» графства Кембридж.